# Bătălia de la Gallipoli (1312)
Bătălia de la Gallipoli a avut loc în 1312, între Imperiul Bizantin, Regatul medieval al Serbiei și Republica Genova, pe de o parte, și turcopolii conduși de Halil Pașa, pe de altă parte.
Pentru doi ani, Tracia a fost ocupată de Halil Pașa. Conducătorul Imperiului Bizantin, Mihail al IX-lea Paleologul, a ridicat o armată cu care i-a reținut pe turcopoli în peninsula Gallipoli. El a fost ajutat de trupe trimise de regele sârb Stefan Uroš II Milutin, ce numărau 2000 de cumani sau sârbi, pe când genovezii i-au împiedicat pe turcopoli să scape pe mare. Halil însuși și turcopolii au fost masacrați. Puțini dintre turcopoli au revenit în serviciul Bizanțului.